# Steatoda linzhiensis
Steatoda linzhiensis là một loài nhện trong họ Theridiidae.
Loài này thuộc chi Steatoda. Steatoda linzhiensis được Hsen Hsu Hu miêu tả năm 2001.